# Veuil
Veuil ist eine Gemeinde mit 378 Einwohnern (Stand: 1. Januar 2022) im französischen Département Indre in der Region Centre-Val de Loire. Sie gehört zum Kanton Valençay im Arrondissement Châteauroux. Die Einwohner werden Veuillois genannt.

## Geographie
Die Gemeinde Veuil liegt etwa 55 Kilometer nordnordwestlich von Châteauroux. 
Sie grenzt im Norden und Nordwesten an Villentrois, im Norden und Nordosten an Valençay, im Süden und Osten an Vicq-sur-Nahon sowie im Westen an Luçay-le-Mâle.

## Bevölkerungsentwicklung
| Jahr                      | 1962 | 1968 | 1975 | 1982 | 1990 | 1999 | 2006 | 2013 |
| ------------------------- | ---- | ---- | ---- | ---- | ---- | ---- | ---- | ---- |
| Einwohner                 | 412  | 395  | 375  | 370  | 386  | 364  | 366  | 385  |
| Quelle: Cassini und INSEE |      |      |      |      |      |      |      |      |

## Sehenswürdigkeiten
- Kirche Saint-Pierre aus dem 11. Jahrhundert, Umbauten aus dem 19. Jahrhundert, Monument historique seit 1927

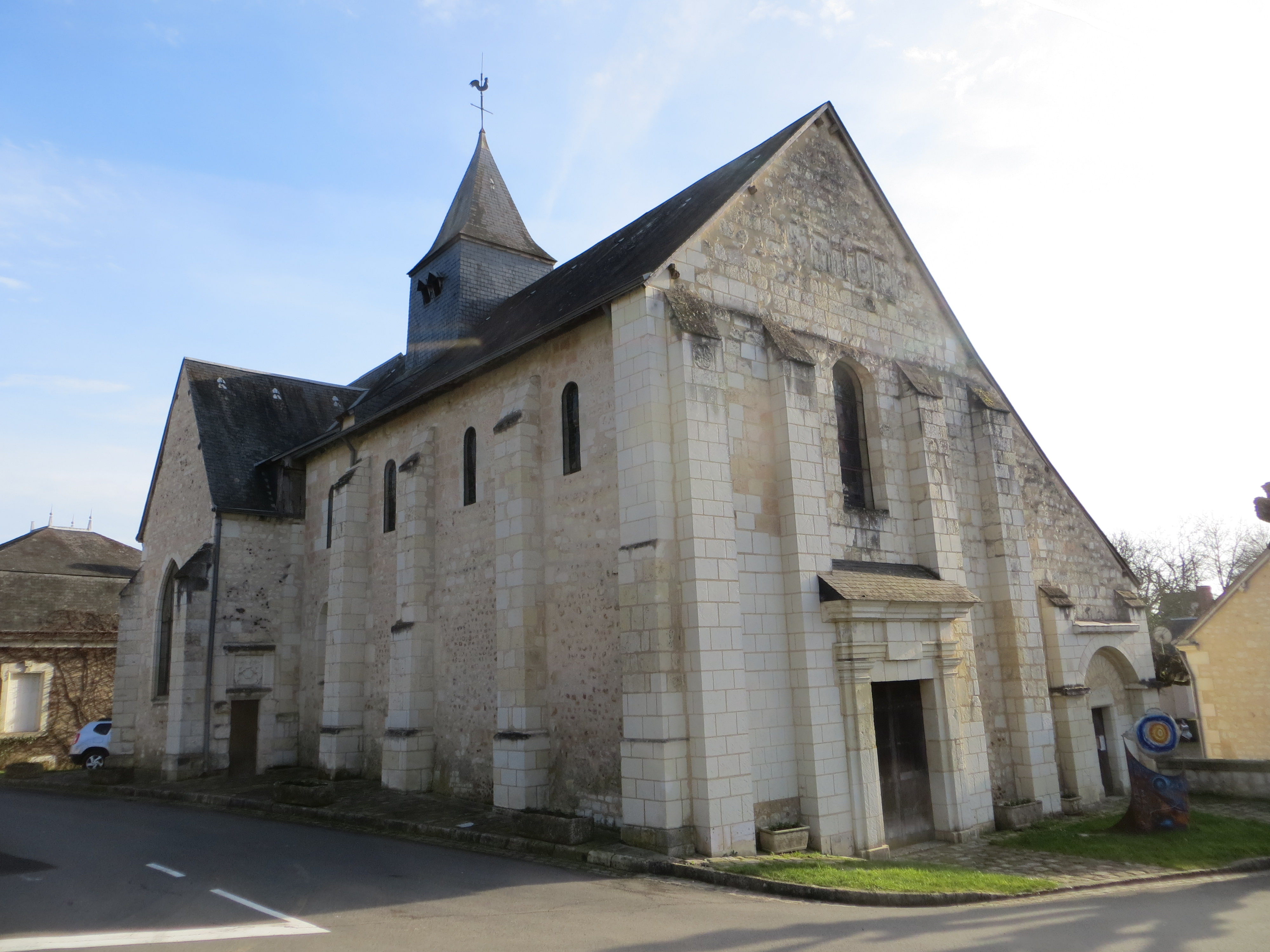
Kirche Saint-Pierre

- Renaissanceschloss